# Breedenbroek
Breedenbroek is een klein dorp in de Nederlandse provincie Gelderland (regio Achterhoek), nabij Dinxperlo. Er wonen ongeveer 935 mensen. Het is gelegen op circa 3 km afstand van de Duitse grens, ter hoogte van Isselburg. Sinds de gemeentelijke herindeling van 1 januari 2005 valt Breedenbroek onder de gemeente Oude IJsselstreek.
Breedenbroek kent een voormalig rooms-katholiek kerkgebouw, de Sint-Petrus en Pauluskerk, dat in 2015 aan de eredienst is onttrokken en van 2021 tot 2023 ingrijpend werd verbouwd tot Cultuurkerk De Toekomst. Het dorp heeft een eigen basisschool, De Borckeshof. Rondom het dorp liggen diverse landerijen met veel weilanden en akkerbouw. Ook ligt er een bos in de omgeving, het Anholtse Broek.

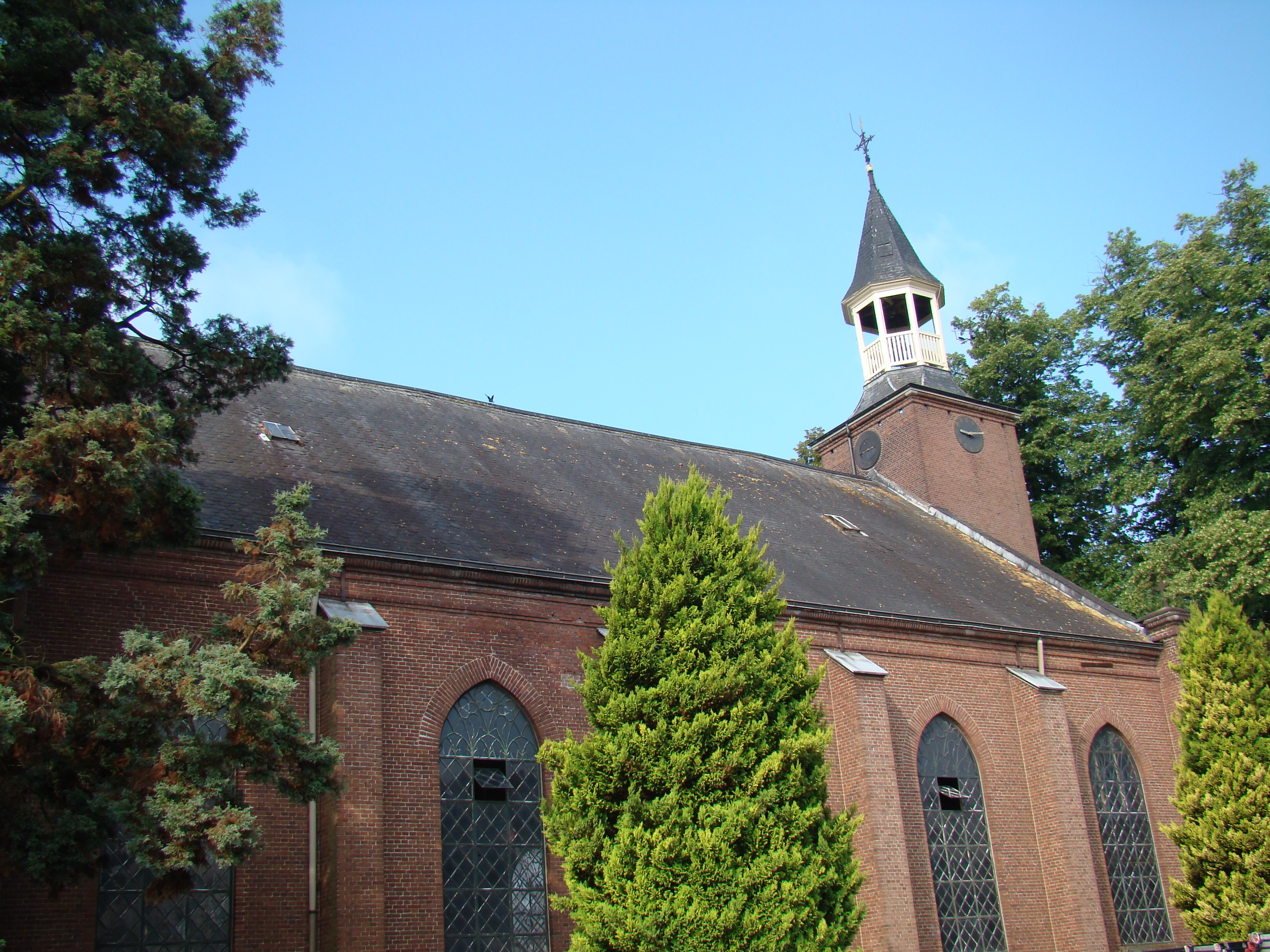
Toenmalige Rooms-katholieke Sint-Petrus en Pauluskerk in 2010.

Van oudsher bestaat Breedenbroek uit twee delen: Groot-Breedenbroek en Klein-Breedenbroek, waarbij Klein-Breedenbroek onder andere de dorpskern omvat en Groot-Breedenbroek het buitengebied ten noordwesten van het dorp. Dit onderscheid stamt uit de tijd dat het gebied verdeeld was tussen twee heren, de heren van Anholt en de heren van Culemborg. De eerste heeft nog steeds veel eigendommen in Breedenbroek, zoals het bos.
Het dorp kent een aantal voorzieningen, zoals een café-restaurant, een autogarage en een groothandel in klassieke Amerikaanse auto's. Verder is er een fabriek waar met name houten kozijnen en gevels gemaakt worden voor de projectbouw.
Er zijn meerdere verenigingen actief in het dorp die veelal samen komen bij het lokale café-restaurant. Uitzonderingen daarin zijn de scouting Saksenheerd en de voetbalvereniging Ajax-B. Zij hebben hun terreinen in het bos, het Anholtse Broek.
In het buitengebied staat een windmolen uit 1882, De Kempermolen.

## Geschiedenis
Het dorp Breedenbroek werd voor het eerst genoemd in 1386 als Bredenbroick en betekent "breed drassig land". Het land werd in de middeleeuwen ontgonnen. Het zuidelijke deel werd eigendom van de heren van Anholt en werd bekend als Klein-Breedenbroek, terwijl de belangrijkste nederzetting vaak Groot-Breedenbroek wordt genoemd. In 1840 telde het dorp 283 inwoners. De kerk dateert uit 1855 en werd in 2015 buiten gebruik gesteld en in 2021-2023 omgebouwd tot een cultureel centrum. De korenmolen "De Kempermolen" werd gebouwd in 1882. In 1975 verkeerde de molen in slechte staat en werd gerestaureerd. In 2002-2003 werd hij opnieuw gerepareerd.

## Fotogalerij

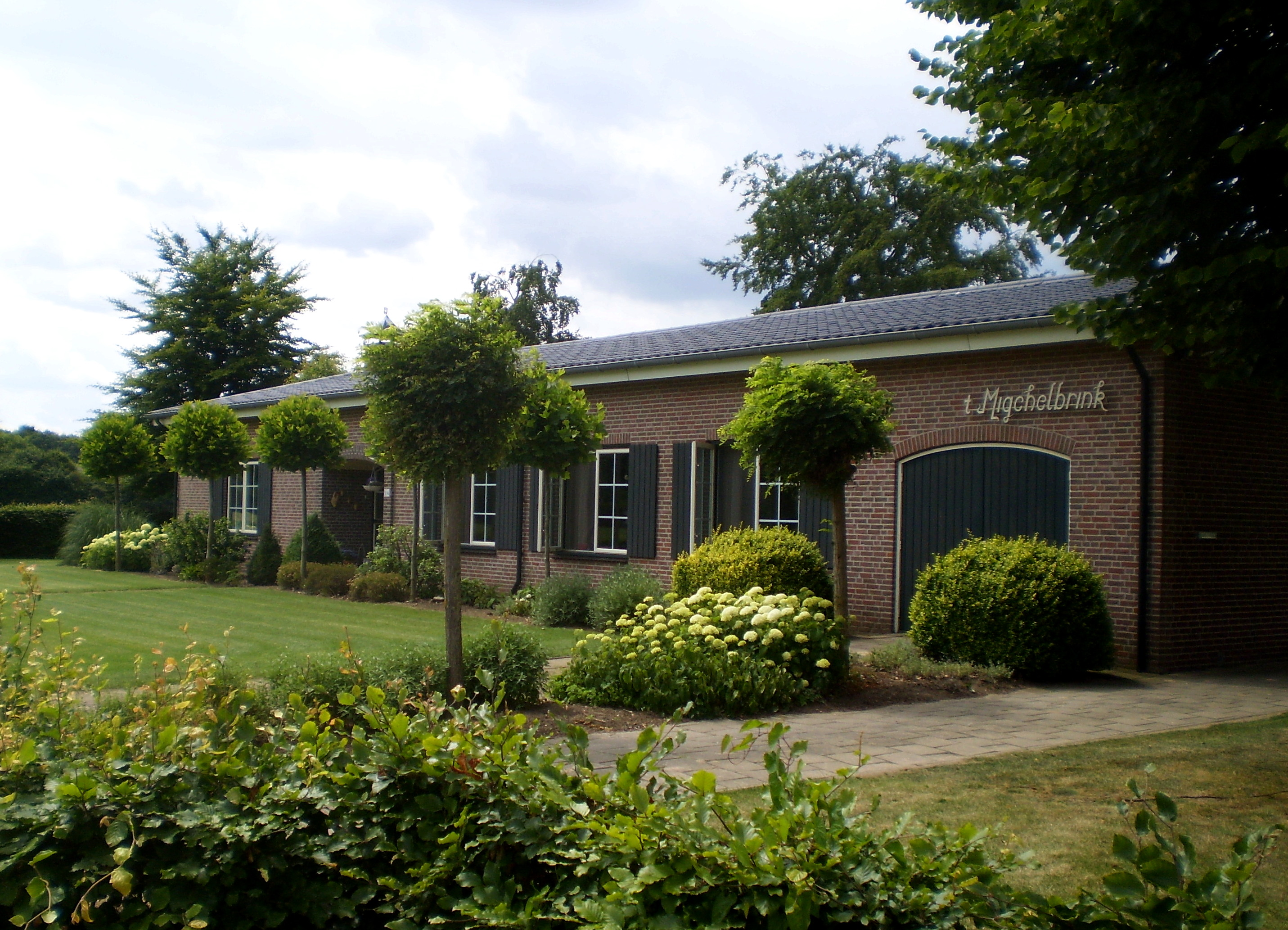
't Migchelbrink
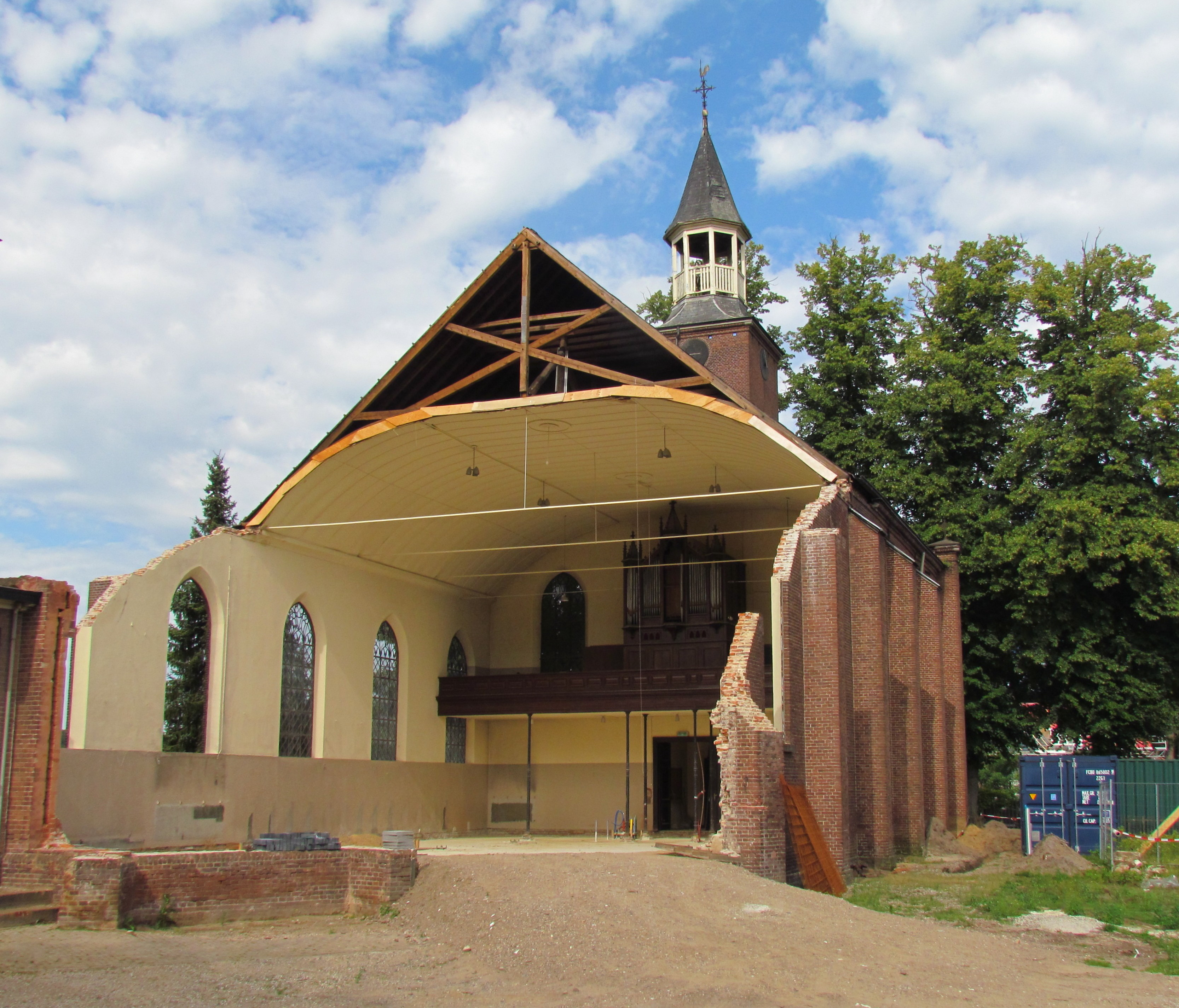
Transformatie van de kerk tot een cultureel centrum
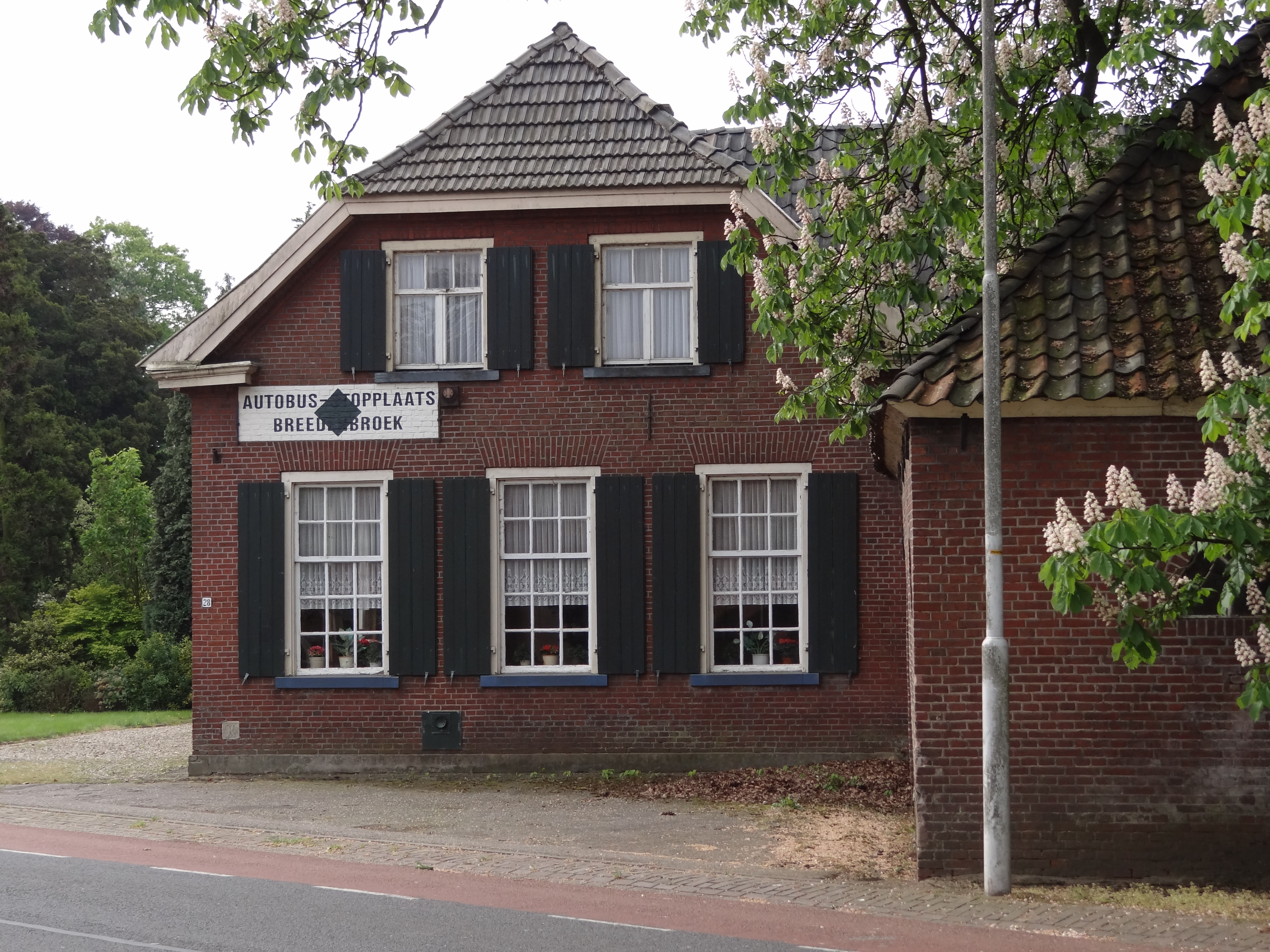
Huis in Breedenbroek
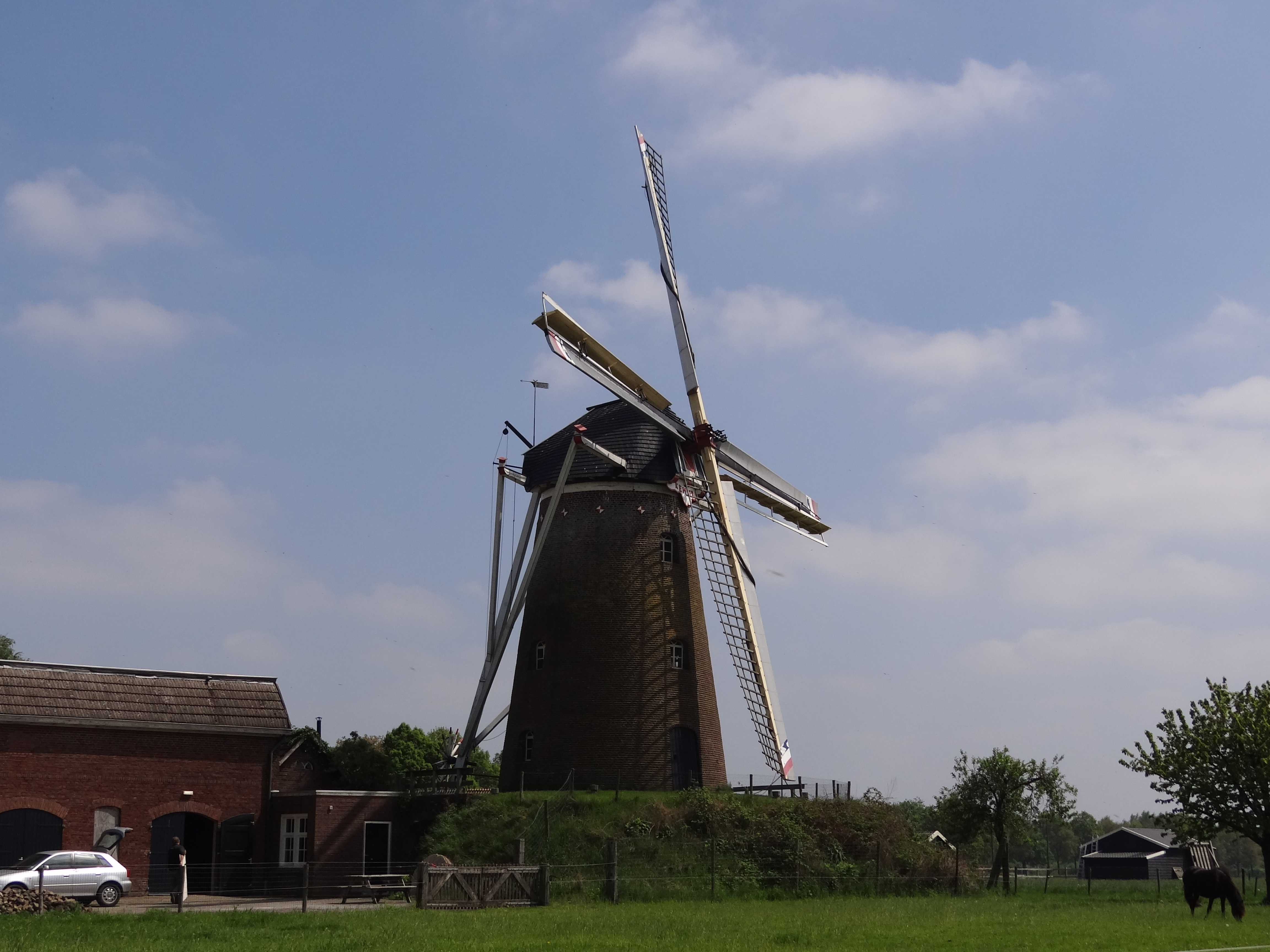
De Kempermolen